# Empty Glass
Empty Glass är ett musikalbum av Pete Townshend från The Who, utgivet den 21 april 1980.

## Låtförteckning
1. "Rough Boys"
2. "I Am an Animal"
3. "And I Moved"
4. "Let My Love Open the Door"
5. "Jools and Jim"
6. "Keep on Working"
7. "Cat's in the Cupboard"
8. "A Little Is Enough"
9. "Empty Glass"
10. "Gonna Get Ya"